# Erol Alkan
Erol Alkan é um DJ e produtor britânico. Por anos foi residente do famoso clube londrino Trash (1997 - 2007), famoso pelo seus shows, que traziam grupos como LCD Soundsystem, Klaxons, Peaches, Bloc Party e vários outros nesses dez anos de atividade.
O músico começou fazendo uma série de mash ups pelo nick de Kurtis Rush. Também tem um projeto chamado Beyond the Wizard's Sleeve, que é especializado em fazer sets de rock psicodélico e garageiros. Como produtor musical, já trabalhou com as bandas Mystery Jets, The Long Blondies, Late Of The Pier e outros.
Seu gênero de música principal hoje é o electro/rock, com tendências para a new rave e o discopunk, com sets bem equilibrados e técnicos. Sua façanha como DJ é bem conhecida, já que em 2006 foi eleito o melhor DJ do ano pela revista Mixmag. Já fez dezenas de remixes, de Mylo à Hot Chip.

## Discografia

### Remixes
Erol Alkan
| Ano  | Artista               | Música                      |
| ---- | --------------------- | --------------------------- |
| 2004 | Mylo                  | "Drop The Pressure"         |
| 2004 | Alter Ego             | "Rocker"                    |
| 2004 | Death from Above 1979 | "Romantic Rights"           |
| 2005 | The Chemical Brothers | "Believe"                   |
| 2005 | Bloc Party            | "She's Hearing Voices"      |
| 2005 | Mystery Jets          | "You Can't Fool Me Dennis"  |
| 2006 | Franz Ferdinand       | "Do You Want To"            |
| 2006 | Hot Chip              | "Boy From School"           |
| 2006 | Daft Punk             | "The Brainwasher"           |
| 2006 | Riton                 | "Squaque Eyes"              |
| 2006 | Klaxons               | "Atlantis to Interzone"     |
| 2006 | Justice               | "Waters of Nazareth"        |
| 2006 | Scissor Sisters       | "I Don't Feel Like Dancin'" |
| 2007 | Klaxons               | "Golden Skans"              |
| 2007 | Digitalism            | "Jupiter Room"              |
| 2007 | Interpol              | "Mammoth"                   |
| 2007 | La Priest             | "Engine"                    |
| 2008 | Fan Death             | "Veronica's Veil"           |

Beyond the Wizard's Sleeve
| Ano  | Artista               | Música                       |
| ---- | --------------------- | ---------------------------- |
| 2006 | Peter Bjorn and John  | "Young Folks"                |
| 2006 | Dust Galaxy           | "Come Hear The Trumpets"     |
| 2007 | Findlay Brown         | "Losing The Will To Survive" |
| 2007 | Tracey Thorn          | "Raise The Roof"             |
| 2007 | Badly Drawn Boy       | "Promisses"                  |
| 2007 | The Chemical Brothers | "Battle Scars"               |
| 2008 | The Real Ones         | "Outlaw"                     |
| 2008 | Late Of The Pier      | "The Bears Are Coming"       |
| 2008 | Goldfrapp             | "Happiness"                  |
| 2008 | Simian Mobile Disco   | "Love"                       |

## Beyond the Wizard's Sleeve

### EPs/Álbuns
| Ano  | Álbum          |
| ---- | -------------- |
| 2006 | "Birth"        |
| 2006 | "Spring"       |
| 2007 | "George"       |
| 2007 | "West"         |
| 2008 | "Ark 1"        |
| 2013 | "Illumination" |